# 蓬托區
蓬托區（西班牙語：Distrito de Pontó），是秘魯的一個區，位於該國北部安卡什大區的瓦里省，始建於1943年9月30日，面積118.29平方公里，海拔高度3,140米，2005年人口3,175，人口密度為每平方公里27人。